# Beaufort-Blavincourt
Beaufort-Blavincourt is een gemeente in het Franse departement Pas-de-Calais (regio Hauts-de-France). De gemeente telt 424 inwoners (2005) en maakt deel uit van het arrondissement Arras.

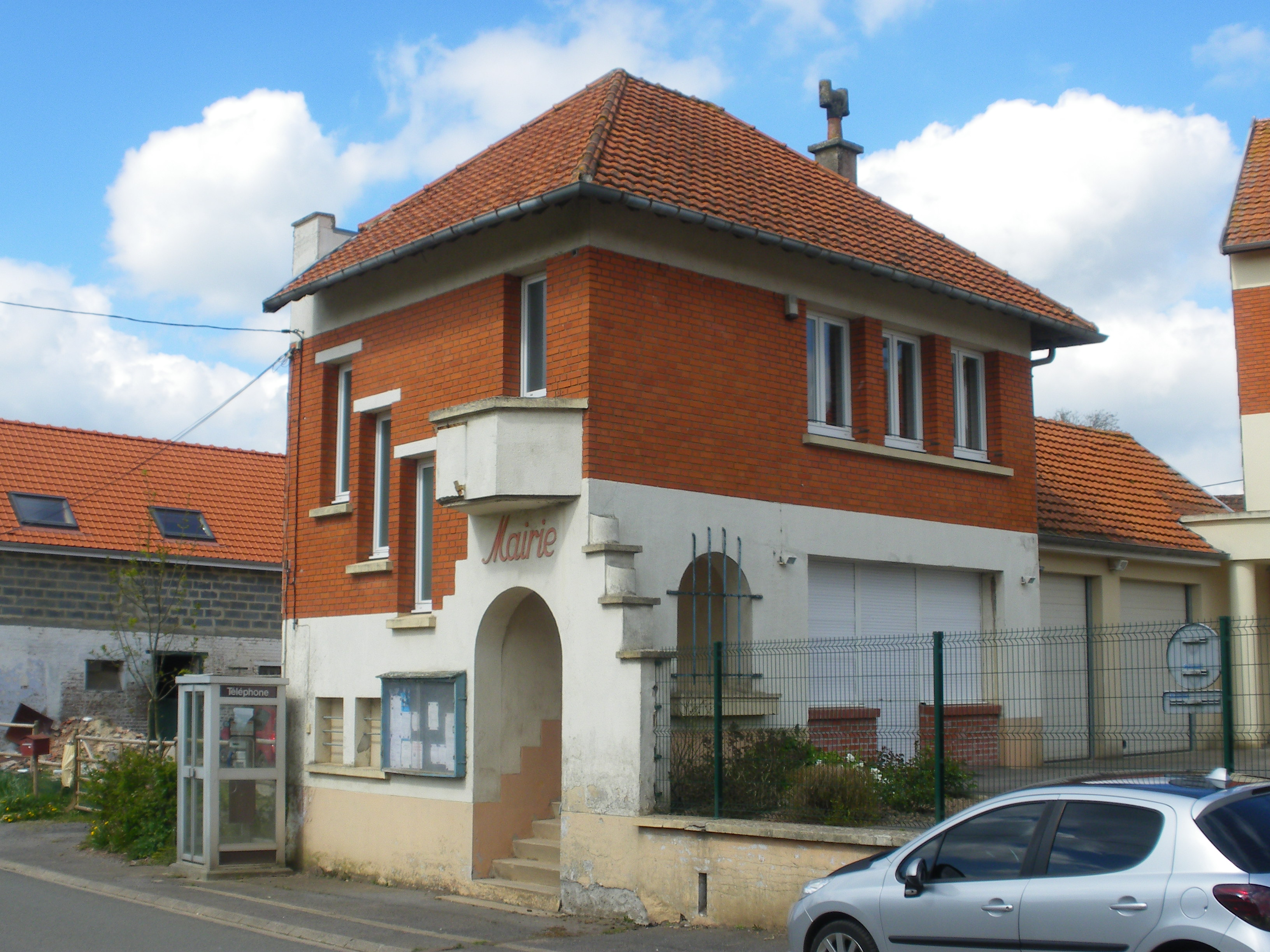
Gemeentehuis

## Geschiedenis
Oude vermeldingen van de plaatsen Beaufort en Blavincourt dateren uit 12de eeuw. Op het eind van het ancien régime werden Beaufort en Blavincourt beide een gemeente. De gemeente Blavincourt was de grootste in oppervlakte. Een deel van de bevolking van Blavincourt woonde echter in het gehucht Happegné, dat direct aansloot op de dorpskern van Beaufort, waar dit eigenlijk de grootste kern was, over de gemeentegrens heen.
In 1859 werden beide gemeente samengevoegd in de gemeente Beaufort-Blavincourt.

## Geografie
De oppervlakte van Beaufort-Blavincourt bedraagt 8,0 km², de bevolkingsdichtheid is 53,0 inwoners per km². De gemeente bestaat uit de dorpen Beaufort en Blavincourt, waarvan de dorpscentra zo'n anderhalve kilometer uiteen liggen.
De onderstaande kaart toont de ligging van Beaufort-Blavincourt met de belangrijkste infrastructuur en aangrenzende gemeenten.

## Bezienswaardigheden
- De Église de la Sainte-Trinité in Beaufort
- De Église Saint-Pierre in Blavincourt
- De motte in Blavincourt

## Demografie
Onderstaande figuur toont het verloop van het inwonertal (bron: INSEE-tellingen).